# Lars H. Gustafsson
Lars Hugo Elias Lindkvist Gustafsson, känd som Lars H Gustafsson, född 10 maj 1942 i Uppsala, är en svensk barnläkare, författare och samhällsdebattör.

## Verksamhet
Gustafsson avlade läkarexamen vid Uppsala universitet 1968 samt disputerade där 1975 med en avhandling om barnolycksfall, och blev sedan docent i socialmedicin.
Han har arbetat större delen av sitt yrkesverksamma liv som barnläkare, först vid Akademiska sjukhuset i Uppsala och därefter från början av 1980-talet inom den öppna sjukvården och barnhälsovården. Gustafsson flyttade sedermera till Lycksele, där han ansvarade för barnhälsovården i södra Lappland. Han blev 1998 skolöverläkare i Örnsköldsvik. 2004 flyttade han till Lund och arbetade sina sista tre yrkesverksamma år som skolläkare i stadsdelen Rosengård, Malmö.
Gustafsson är åttabarnsfar och har ett brett författarskap kring barn, barns rätt och barnuppfostran.
Han var värd för radioprogrammet Sommar i Sveriges Radio P1 den 27 juli 1990, där han talade om sina personliga erfarenheter av att vara förälder och läkare.

### Övriga uppdrag
Gustafsson har ett långt förflutet inom Rädda Barnen. Han blev invald i Riksförbundets styrelse 1972 och arbetade under åren 1982–1986 heltid som arbetande styrelseledamot. Han har också varit Rädda Barnens representant i förhandlingarna om FN:s barnkonvention i Genève.
I slutet av 1990-talet var han under en fyraårsperiod ordförande i Riksförbundet Hem och Skola.
Han har också varit styrelseledamot i Svenska Unicef-kommittén och i Svenska Skolläkarföreningen.
Gustafsson har vidare varit medlem av det etiska råd som regeringen tillsatte efter Estonia-katastrofen. Han har också deltagit som expert i flera statliga utredningar, en om föräldrastöd och en om elevhälsa samt i den s.k. Upprättelseutredningen.
Han har även under tio år varit medlem i den jury som utser Litteraturpriset till Astrid Lindgrens minne, världens största barnbokspris.
Gustafsson har också varit medlem av Barnombudsmannens expertråd.

## Familj
Lars H Gustafsson är son till professorn i kulturteknik vid Kungliga Tekniska högskolan, Yngve Gustafsson, och hushållsläraren Gertrud, född Bergek. Han är äldre bror till astronomen Bengt Gustafsson.

## Utmärkelser
- 2008 – hedersdoktor vid Malmö högskola

### Eget författarskap[4]
- Så skadas barn. Epidemiologiska studier av olika faktorers betydelse för uppkomsten av barnolycksfall. Akademisk avhandling, Uppsala 1975
- Ungen är sjuk – vad ska jag göra? Norstedts, Stockholm 1980
- Barn idag – föräldrar imorgon. Liber, Stockholm 1983
- Omsorg om barn under beredskap och krig. Socialstyrelsen, Stockholm 1983
- Leva med barn. Socialstyrelsen/Gothia, Stockholm 1983
- Kära Ellen Key. Rädda Barnen, Stockholm 1987
- Barnapappa. Norstedts, Stockholm 1991
- Gudomligt och barnsligt. Norstedts, Stockholm 1992
- Barnet som slumrar. Verbum, Stockholm 1995
- Upptäcka livet. Norstedts, Stockholm 1996
- Mumrik och Älgkungen. DKSN, Stockholm 1998
- Lotsa barn. Norstedts, Stockholm 2000
- Skynda att älska. Libris, Örebro 2001
- Se barnet, se dig själv. Norstedts, Stockholm 2004
- En läkares samvete. Norstedts, Stockholm 2006
- När musiken tystnar. Instant Book, Stockholm 2007
- Elevhälsa börjar i klassrummet. Studentlitteratur, Lund 2009
- Gå med dig. Libris, Örebro 2009
- Växa – inte lyda. Norstedts, Stockholm 2010
- Vemodet mitt i musiken. Instant Book, Stockholm 2011
- Förskolebarnets mänskliga rättigheter. Studentlitteratur, Lund 2011
- Leka för livet. Norstedts, Stockholm 2013
- Det blå arkivet. Libris, Örebro 2014
- Relationsrevolutionen : om mötet mellan barn och vuxna. Norstedts, Stockholm 2016
- Barnets mänskliga rättigheter i kyrkan. Verbum, Stockholm 2016
- Vid orgeln Diderik Buxtehude. Artos förlag, Skellefteå 2019
- Glöd och visdom – Mina vägvisare för barnets rättigheter. Norstedts förlag 2020

### Samarbeten
- Vilsebarn i välfärdsland (tillsammans med PRU-gruppen). Liber, Stockholm 1979
- Kinas barn och våra (tillsammans med Rita Liljeström, Eva Norén-Björn, Gertrud Schyl-Bjurman, Birgit Öhrn och Orvar Löfgren). Liber, Stockholm 1982
- Barn i krig (tillsammans med Agneta Lindkvist och Birgitta Böhm). Rädda Barnen/Verbum Gothia, Stockholm 1987
- Flyktingbarn i Lycksele (tillsammans med Agneta Lindkvist, Carin Nordenstam och Viveka Nordström). Stenbergska vårdcentralen, Barnmottagningen och Socialkontoret i Lycksele, Lycksele 1987
- Våga lyssna – att möta flyktingbarn (tillsammans med Agneta Lindkvist). Utbildningsradion, Stockholm 1990
- Om kriget eller katastrofen kommer – vad gör vi med barnen (tillsammans med Ulf Otto). Socialstyrelsen, Stockholm 1991
- Respekt för barnet (tillsammans med Karin Edenhammar, Simone Ek, Göran Ewerlöf, Thomas Hammarberg och Tor Sverne). Rädda Barnen, Stockholm 1994
- Leva med barn, ny upplaga (tillsammans med Marie Köhler). Gothia, Stockholm 2008
- Möta barn på flykt (tillsammans med Tor Lindberg). Unicef Sverige 2016